# Sphenorhina nox
Sphenorhina nox är en insektsart som först beskrevs av Gustav Breddin 1904.  Sphenorhina nox ingår i släktet Sphenorhina och familjen spottstritar. Inga underarter finns listade i Catalogue of Life.